# Nasar Sakar Saeed
Nasar Sakar Saeed (Geburtsname Stephen Loruo Kamar; * 26. Januar 1978) ist ein bahrainischer Marathonläufer kenianischer Herkunft.
2006 siegte er beim Xiamen-Marathon in seiner persönlichen Bestzeit von 2:10:46 und beim Brüssel-Marathon, 2007 beim Hongkong-Marathon.
Am 2. Mai 2007 erhielt er die bahrainische Staatsbürgerschaft und nahm einen arabischen Namen an.